# Alfonso Frazer
Alfonso Frazer (* 4. Januar 1948 in Panama-Stadt, Panama als Alfonso Gerald Frazer) ist ein ehemaliger panamaischer Boxer im Halbweltergewicht. Er gewann am 10. März 1972 über 15 Runden einstimmig nach Punkten gegen den Argentinier Nicolino Locche den Weltmeisterschaftstitel der International Boxing Federation. Im gleichen Jahr verlor er den Titel aber wieder an Antonio Cervantes.